# Jang Gwang
Jang Gwang (* 5. Januar 1952) ist ein südkoreanischer Synchronsprecher und Schauspieler.
Jang Gwang begann seine Karriere als Synchronsprecher. Seine Rolle als Schulleiter in dem Film Silenced (2011) brachte ihm viel Aufmerksamkeit, wodurch er mehr Schauspielrollen, vorwiegend als Nebendarsteller, erhielt.
Er ist verheiratet mit der Schauspielerin Jeon Seong-ae. Gemeinsam haben sie einen Sohn und eine Tochter, die Komikerin ist.

## Filmografie (Auswahl)

### Filme
- 2011: Silenced (도가니 Dogani)
- 2012: Masquerade (광해: 왕이 된 남자)
- 2012: Confession of Murder – Tödliches Geständnis (내가 살인범이다)
- 2012: 26 Years (26년)
- 2013: New World – Zwischen den Fronten
- 2013: Secretly, Greatly (은밀하게 위대하게)
- 2013: Marriage Blue (결혼전야)
- 2013: Way Back Home (집으로 가는 길)
- 2014: Plan Man (플랜맨)
- 2014: Miss Granny (수상한 그녀)
- 2014: Tabloid Truth (찌라시: 위험한 소문)
- 2014: Jeboja (제보자)
- 2015: Chronicle of a Blood Merchant (허삼관)
- 2015: The Treacherous (간신)
- 2015: Minority Opinion (소수의견)
- 2015: Untouchable Lawman (치외법권)
- 2015: Bad Guys Always Die (坏蛋必须死)
- 2016: Will You Be There? (당신, 거기 있어줄래요)
- 2017: Ordinary Person (보통사람)
- 2017: Roman Holiday (로마의 휴일)
- 2017: Along with the Gods: The Two Worlds (신과함께-죄와 벌)
- 2018: The Great Battle (안시성 Ansiseong)
- 2018: The Negotiation (협상)
- 2018: The Villagers (곰탱이)

### Fernsehserien
- 2011: Vampire Prosecutor
- 2014: Gap-dong (갑동이)
- 2014: Pinocchio
- 2015: Yong-pal (용팔이)
- 2017: A Korean Odyssey
- 2019: The Crowned Clown (왕이 된 남자)
- 2022: Remarriage & Desires (블랙의 신부)